# Shishido Baiken
Shishido Baiken (japanisch 宍戸 梅軒) war ein japanischer Schwertkämpfer, der in den frühen Jahren der Edo-Zeit (1603–1868) aktiv gewesen sein soll. Die Legende besagt, dass er ein geschickter Praktiker der Kusarigama (Kettensichel) war, und etwa im Jahr 1607 kämpfte er ein Duell gegen den Rōnin Miyamoto Musashi, in dem er getötet wurde.
Es ist umstritten, ob Baiken tatsächlich existierte oder nicht. Die erste Aufzeichnung über Musashis Duell mit ihm findet sich im Nitenki (二天記) aus dem Jahr 1776, wo er als Shishido Nanigashi (宍戸某) bezeichnet wird. In Yoshikawa Eijis Roman Musashi von 1935–39 wurde er Shishido Baiken (宍戸梅軒) genannt. Wenn er fiktiv ist, könnte er auf Shishido Ietoshi (宍戸家俊) basiert haben.

## Adaptionen
Im Manga Vagabond war der ursprüngliche Shishido Baiken ein Banditenführer, der das Kusarigama benutzte, nur um von Tsujikaze Kohei getötet zu werden. Kohei nahm danach Baikens Namen an und benutzte zukünftig dessen Kusarigama. Sein Duell mit Musashi war bedeutsam, da Musashi sowohl das Lang- als auch das Kurzschwert benutzte, was es ihm ermöglichte, mit dem Katana zurückzuschlagen, nachdem sein Wakizashi umschlungen war. Kohei/Baiken wurde besiegt, überlebte aber dank Musashis medizinischer Hilfe.
Im Videospiel Ryū ga Gotoku Kenzan! ist er ein amnestischer Majima Gorohachi, der bei einer Begegnung mit Sasaki Kojirō sein linkes Auge verlor und deshalb eine Tsuba als Augenklappe trug.
Ein weiblicher Charakter in der Videospielserie Guilty Gear wurde nach ihm benannt, obwohl ihr Name (梅喧, Baiken) mit anderen Kanji geschrieben wird.